# Cerne (botanique)
Pour les articles homonymes, voir Cerne.

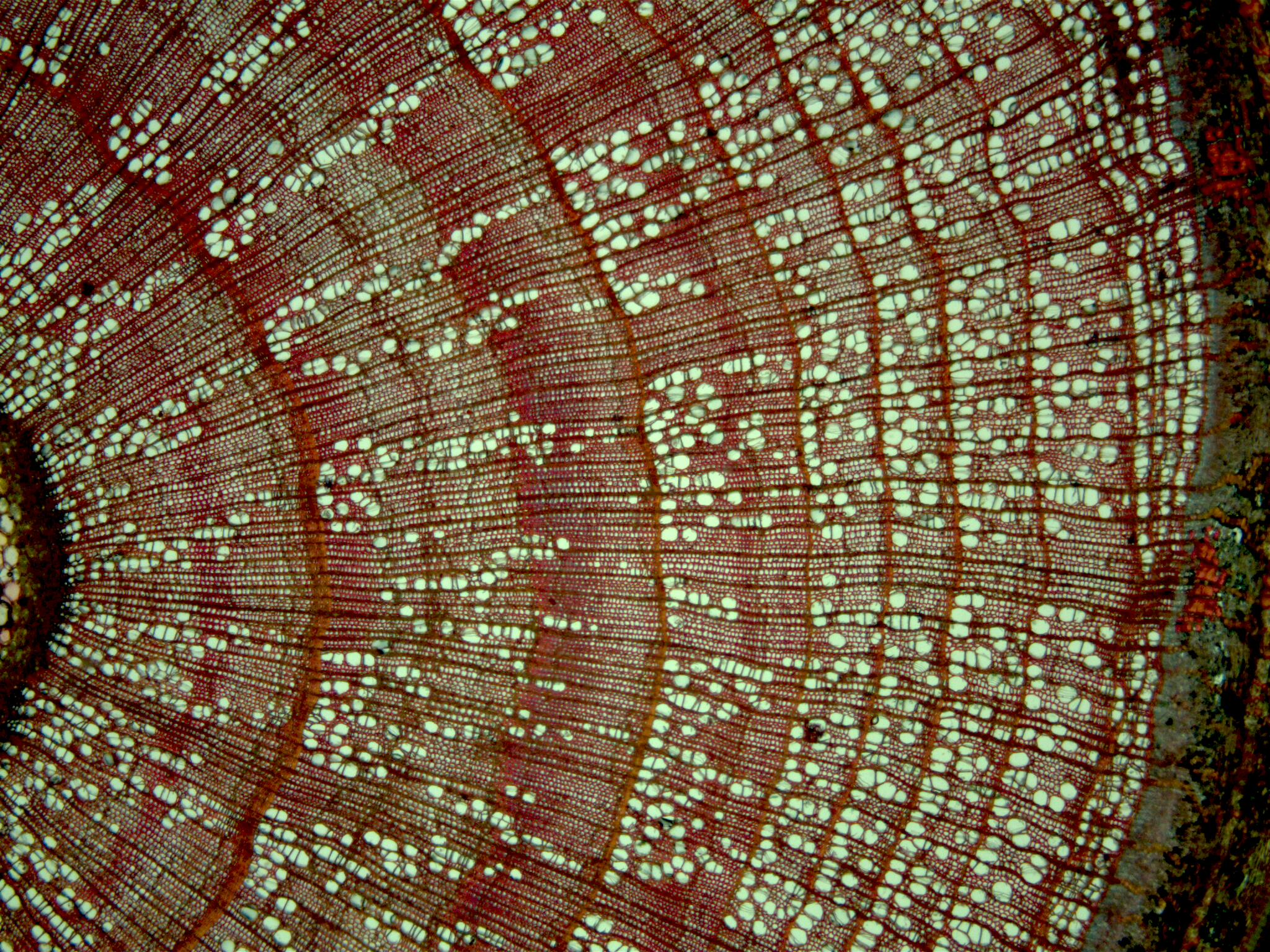
Coupe d'une tige de noisetier commun mettant en évidence les cernes et la structure du bois (vaisseaux et rayons ligneux).

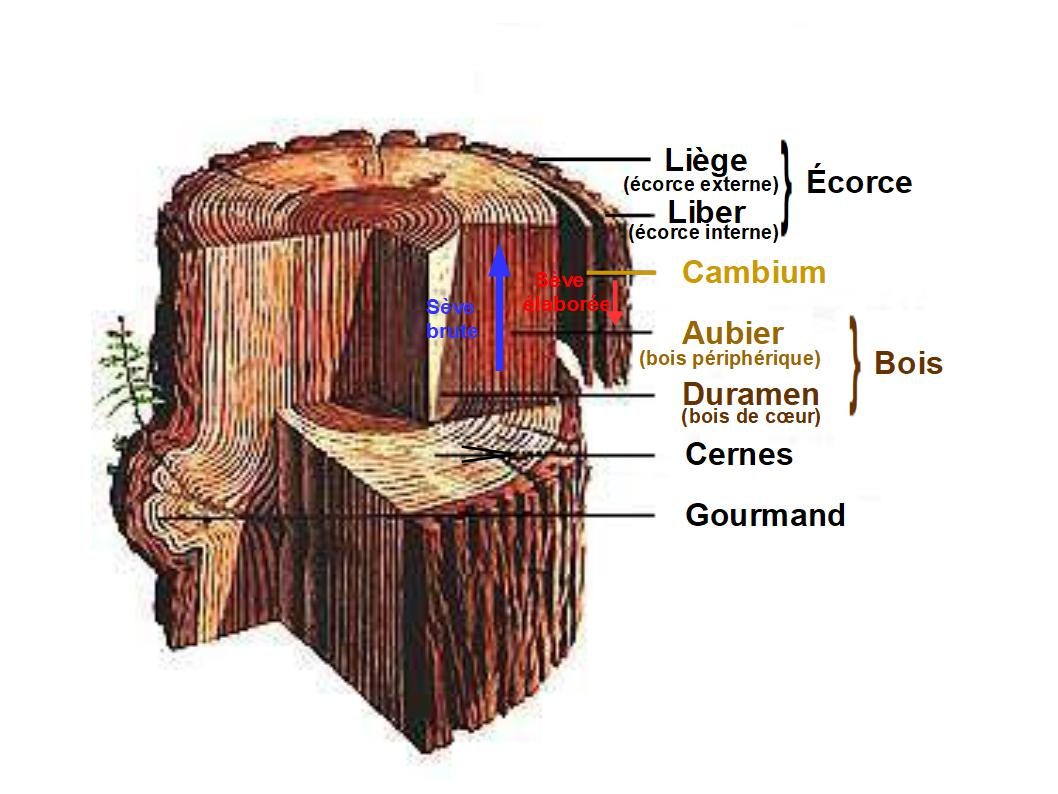
Section du tronc d'un arbre, et différentes structures du bois.

En botanique, un cerne, ou cerne annuel, ou cerne de croissance, ou anneau de croissance, ou cercle annuel, est un cercle concentrique sur la section transversale du tronc d'un arbre, formé chaque année par le cambium, visible grâce à la différence de coloration entre le bois d'été (appelé aussi « bois final ») et le bois de printemps (appelé aussi « bois initial »). Les cernes sont d'autant plus marqués que la saisonnalité du climat est importante, et sont moins marqués ou quasi-absents en zone équatoriale.
Les racines, et les tiges quand elles sont pérennes, de certaines herbacées, notamment les herbacées dicotylédones, portent également des cernes annuels de croissance.

## Mesures
Ces cernes sont mesurables sur une coupe en travers du tronc, ou d'une grosse branche (voire d'une racine le cas échéant), ou encore sur une carotte de bois prélevée perpendiculairement à l'écorce, jusqu'au cœur de l'arbre. 
La méthode qui consiste à dater un arbre grâce au nombre de cernes annuels est la dendrochronologie. Elle peut également être utilisée pour les herbacées à cernes.

## Origine
Ces cernes annuels sont dus à la croissance saisonnière du tissu ligneux, plus active au printemps (partie en général claire du cerne) qu'en automne et hiver (partie en général plus sombre). Le « bois initial » au printemps est en effet dû à la présence d'une zone initiale plus poreuse constituée de grosses cellules aux parois minces (la taille de ces trachéides qui ont un rôle de conduction marquée est liée à la reprise de végétation) ; à la fin de la saison de végétation, le cambium forme des cellules plus étroites aux parois plus épaisses (bois final plus sombre constitué de trachéides qui ont plus un rôle de soutien).
La limite de cerne correspond à la position du cambium en hiver, lors de l'arrêt de croissance.

## Bioindication

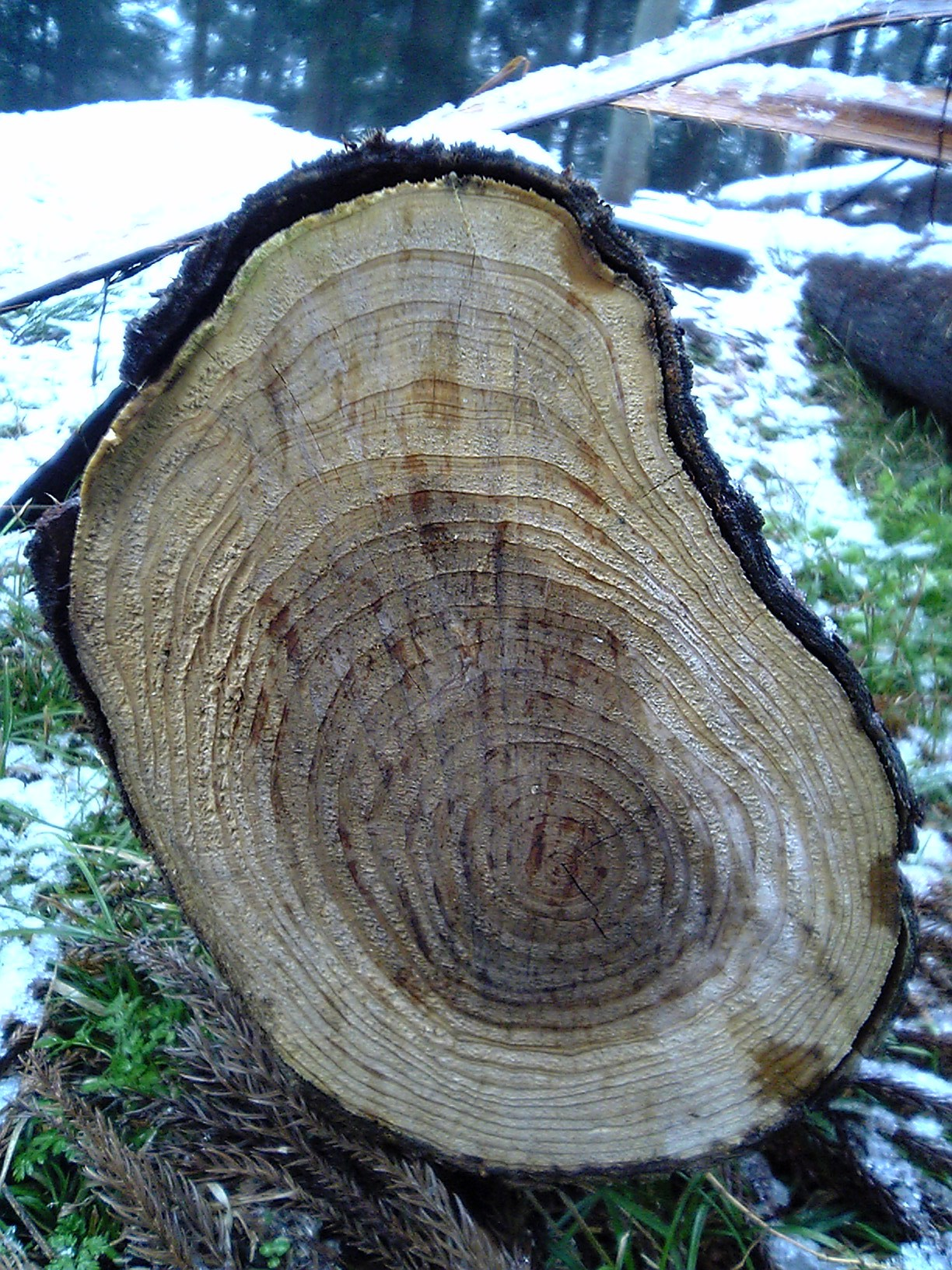
Cernes observables après la coupe d'un tronc.

Les caractéristiques d’un cerne, pour une espèce végétale donnée dépendent des conditions climatiques (pluviométrie, température, exposition au soleil, etc.) régnant lors de la création de ce cerne. Une exposition de l'arbre à un polluant phytotoxique peut aussi être visible (se traduisant alors par un cerne plus fin, qui ne peut être expliqué par d'autres causes (grand froid durable et/ou sécheresse ou défoliation par exemple).
La largeur de chaque cerne informe sur les conditions de croissance de l'arbre :
- un cerne large indique des conditions de croissance favorables ;
- un cerne plus étroit est la trace « fossile » de difficultés de croissance (sécheresse, compétition inter-arbres, phytopathologie, éventuellement épidémique). Une série successive de cernes étroits, sans explication météorologique, fait penser à une irréversibilité de croissance jusqu'à la mort des arbres.

À tous ces « effets simples » s'ajoutent « quantités d'interactions complexes (l'effet du climat sur un cerne d'âge i ne sera pas le même que sur un cerne d'âge j, par exemple) et des arrières-effets (le niveau de croissance observé l'année n dépend fortement du niveau de croissance de l'année n-1, voire bien au-delà) ».